# Araucana
L'Araucana est une race de poule domestique venant du Chili. Elle pond des œufs à coquille vert-bleu. 
L'araucana est assez répandue depuis une dizaine d'années, cela étant dû à ses atouts originaux, non sans conséquences sur la qualité de certaines souches, polluées génétiquement par l'Ameraucana (création américaine à partir de l'araucana) entre autres. Elle est reconnue parmi les 108 races de poule du British Poultry Standard. En France un Club de race, l'Araucana Club de France a été créé en 2018.

## Description

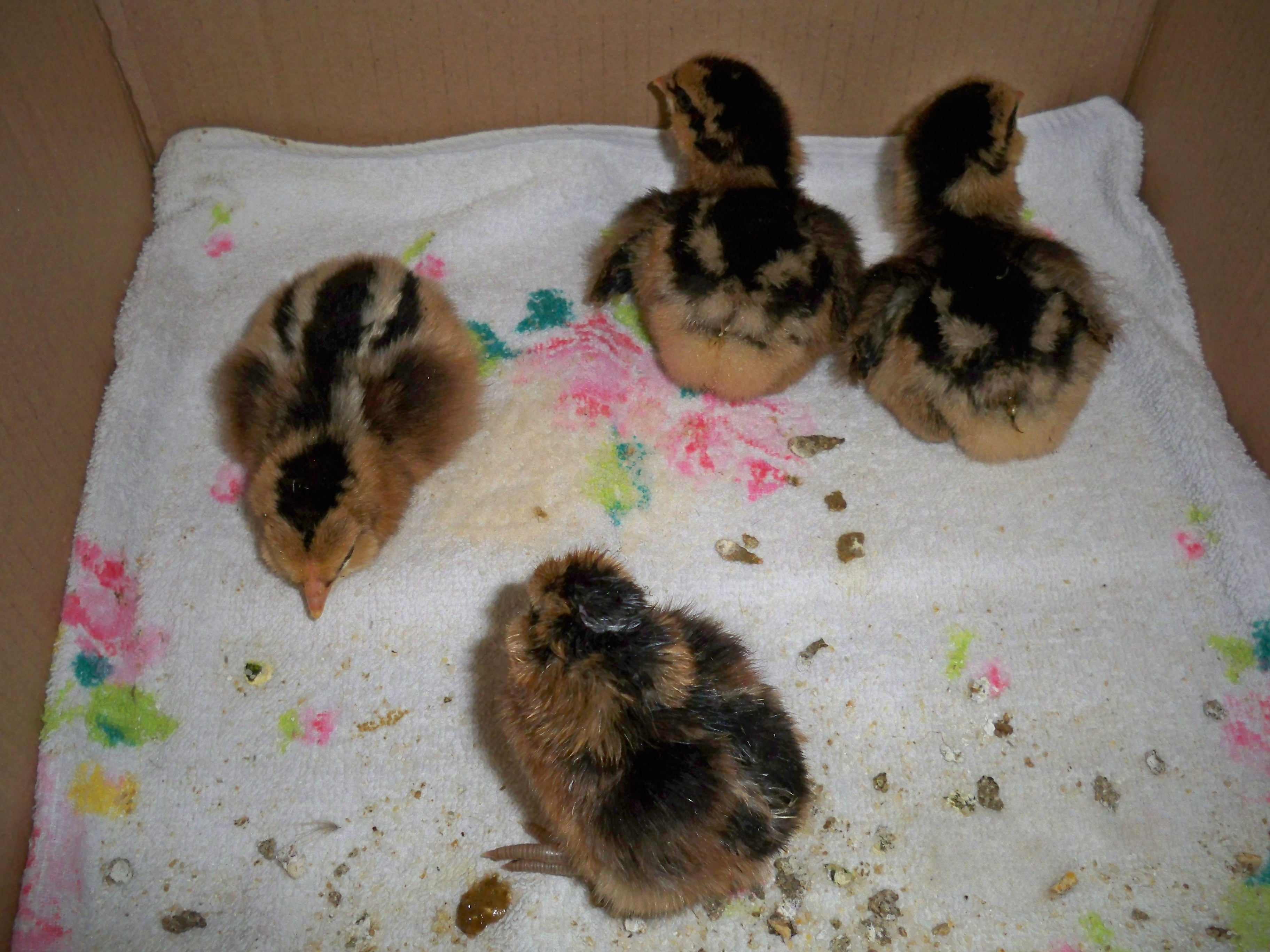
Poussins d'Araucana perdrix-doré.

La poule araucana est bonne couveuse et une bonne pondeuse. Elle possède des toupets d'oreilles (ou oreillards), de ne pas avoir de queue et de pondre des œufs bleus grâce à un pigment sécrété par la bile nommé « biliverdine ». Ce dernier caractère fait qu'elle est surnommée la « poule aux œufs de Pâques ».
Elle est dépourvue des dernières vertèbres « coccygiennes » donc de queue, cela ne facilite pas la fécondation car le coq a du mal à maintenir son équilibre sur la poule.

### Origine
L'araucana est une race de poule originaire de la côte ouest de l'Amérique du Sud, découverte en 1880 chez les Mapuches ou Araucans au Chili, d'où son nom.

Elle est issue de deux souches endémiques de poules précolombiennes : la « collonca » (œufs bleus, sans queue, face lisse) et la « quetro » (œufs bruns, présence de queue et oreillards).

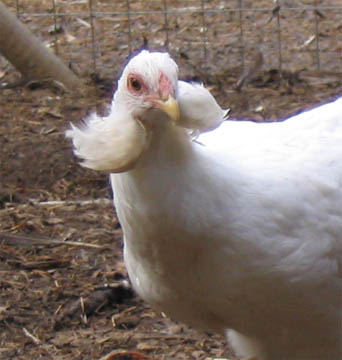
Poule Araucana blanche reconnaissable à ses oreillards.

### Standard
- Crête : frisée
- Oreillons : rouges
- Couleur des yeux : rouge-orangé
- Couleur de la peau : jaune
- tarses : généralement vert-olive, le coloris varie selon la variété (du jaune verdâtre au vert foncé)

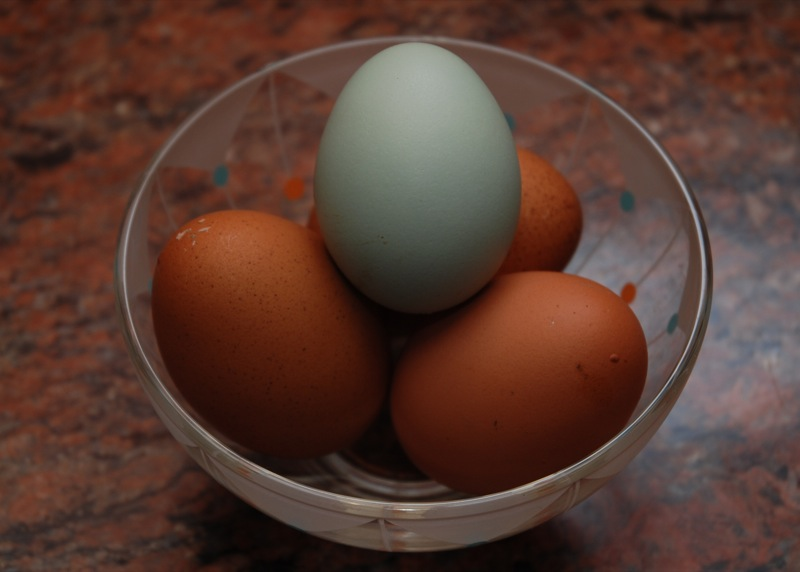
Œufs d'Araucana à côté d'œufs bruns pour la comparaison.

- Œufs d'Araucana à côté d'œufs bruns pour la comparaison.Variétés de plumage : Blanc, bleu, noir, coucou, froment, froment bleu, saumon argenté, saumon doré, sauvage doré, sauvage bleu doré, saumon bleu doré, saumon blanc doré

Grande race :
- Masse idéale : Coq : 2 à 2,5 kg ; Poule : 1,6 à 2 kg
- Œufs à couver : min. 50 grammes, coquille bleue émeraude, les œufs verdâtres sont un signe de métissage, même si l'on en rencontre plus souvent que les premiers.

- Diamètre des bagues : Coq : 18 mm ; Poule : 16 mm

Naine:
- Masse idéale : Coq : 700 g ; Poule : 650 g
- Œufs à couver : min. 25 grammes, coquille bleue émeraude à vert
- Diamètre des bagues : Coq : 14 mm ; Poule : 12 mm

## Génétique
Une étude génétique réalisée par une équipe scientifique internationale en 1997, sur des squelettes de poules datés de 1304 à 1424 provenant de la péninsule d'Arauco au Chili central, ont prouvé que les araucanas descendent d'un groupe de volailles introduites par les Polynésiens (en particulier des îles Samoa et Tonga), sur la côte ouest de l'Amérique du Sud, bien avant l'arrivée des volailles européennes (les conquistadors avaient rapporté que les Incas possédaient déjà des poules à leur arrivée).
Issus d'un groupe relativement homogène de type combattant commun en Polynésie, ayant évolué et s'étant adapté en Amérique du Sud, l'araucana est génétiquement stable, même si certaines souches ont pu avoir eu une ascendance méditerranéenne.
Les toupets d'oreille (oreillards) qu'elle porte sont gouvernés par un gène létal à l'état pur : lorsque l'on croise des sujets porteurs de toupets, on a obligatoirement une mortalité dans l'œuf pour les poussins qui sont homozygotes pour ce caractère (25 %), le reste sont hétérozygotes (50 %) et sans toupet homozygotes (25 %).
De plus, l'absence de queue réduit le taux de fécondité. De ce fait, le taux d'éclosion excède rarement les 50 %.
La couleur bleue des œufs est due à une mutation du gène o+ (œuf blanc) en O. O est autosomal et dominant sur o+ donc si on dispose d'une poule homozygote pour ce gène, sa descendance pondra des œufs bleus quelle que soit la génétique du mâle ayant fécondé la poule. L'intensité du bleu des œufs n'est pas "dose dépendant" (une poule O/O pondra des œufs de la même couleur qu'une O/o+). L'intensité de la couleur bleu/vert des œufs diminue au cours de la saison en raison de la diminution du stock de pigment de biliverdine.
Le bleu des œufs peut virer au vert olive si on croise l'espèce avec une autre à œufs bruns (type marans). A contrario, la descendance d'un croisement avec une race à œufs blancs (type Leghorn) donnera des œufs d'un bleu plus franc. Le bleu le plus intense est obtenu par croisement de sujets homozygotes pour ce trait (O/O).

Le gène O est situé très près du gène P de la crête en pois, gène lui aussi dominant. Ces deux gènes sont presque toujours hérités ensemble. Ainsi, tous les poulettes à crête en pois sont très susceptibles de pondre des œufs bleu / vert.

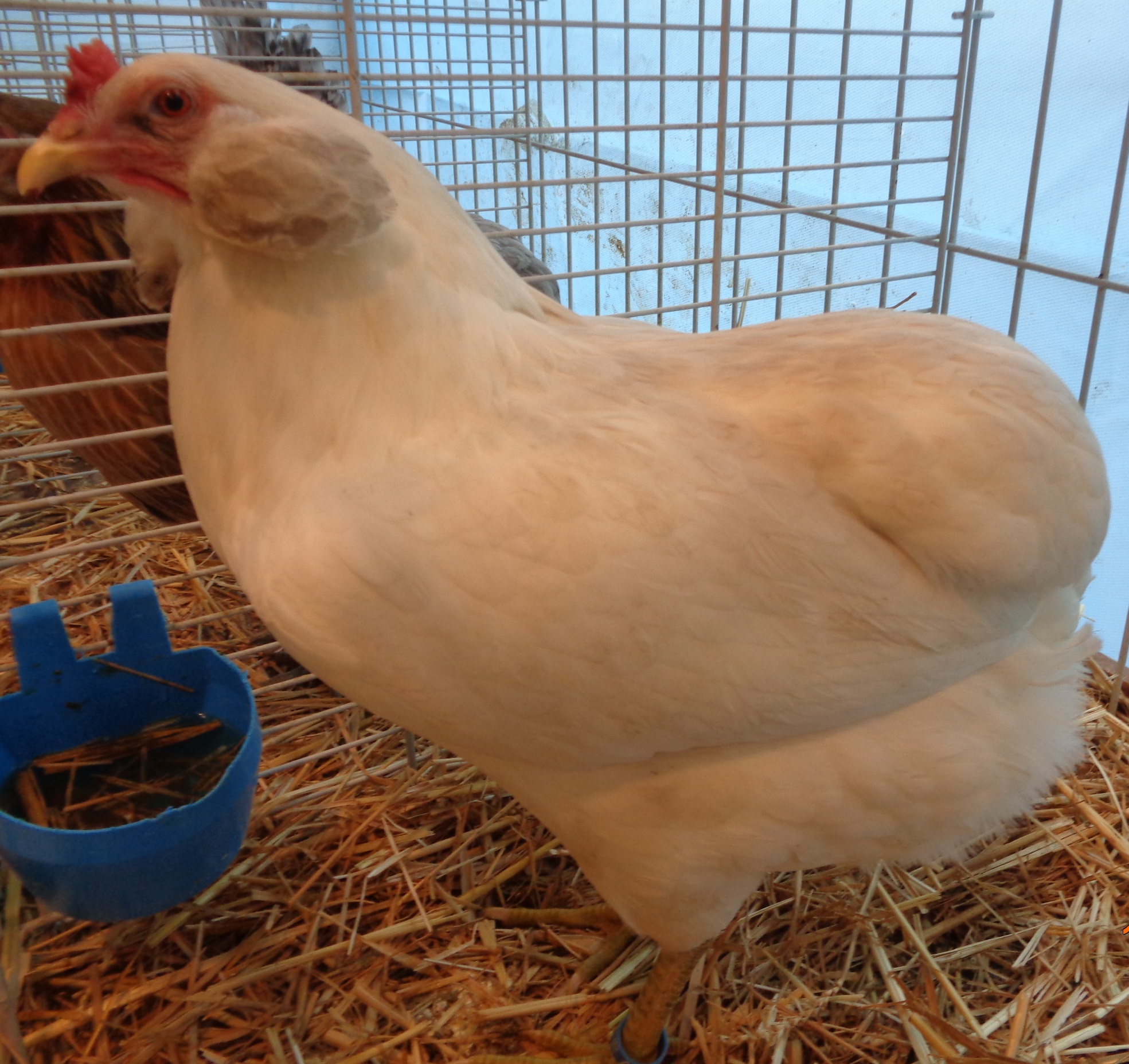
Poule Araucana blanche à toupets (grande race).
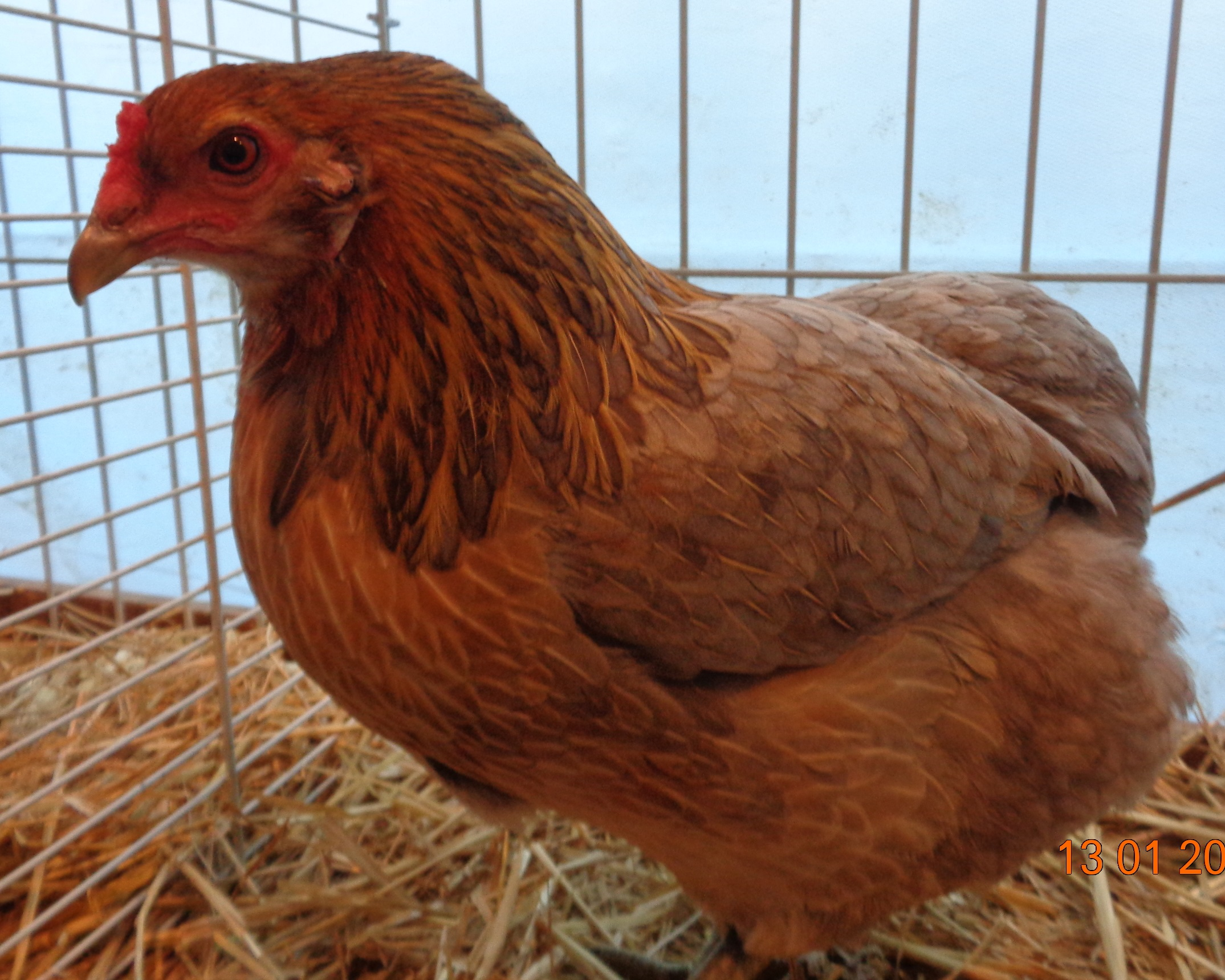
Poule Araucana saumon bleu doré grande race.
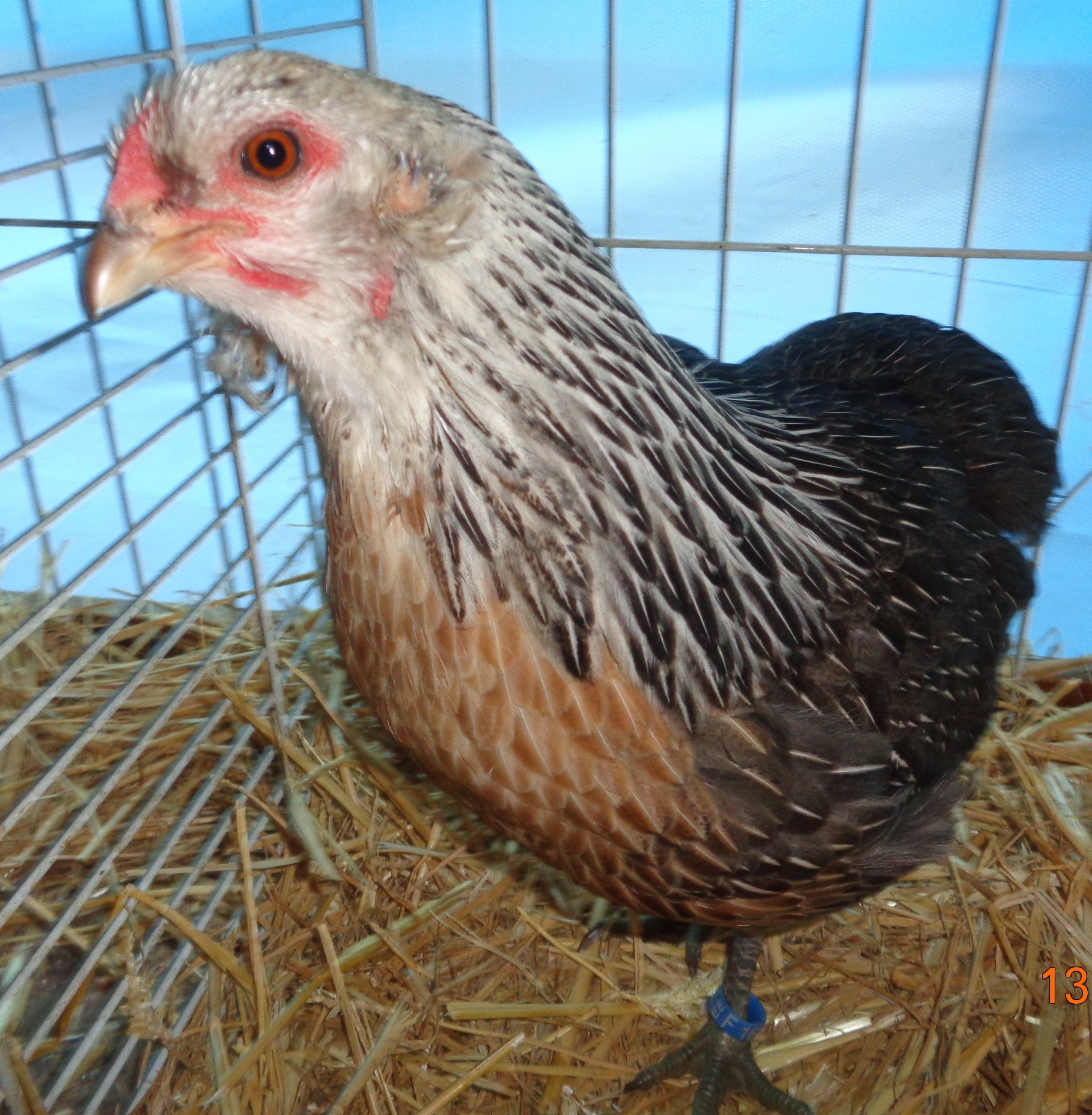
Poule Araucana saumon argenté grande race.
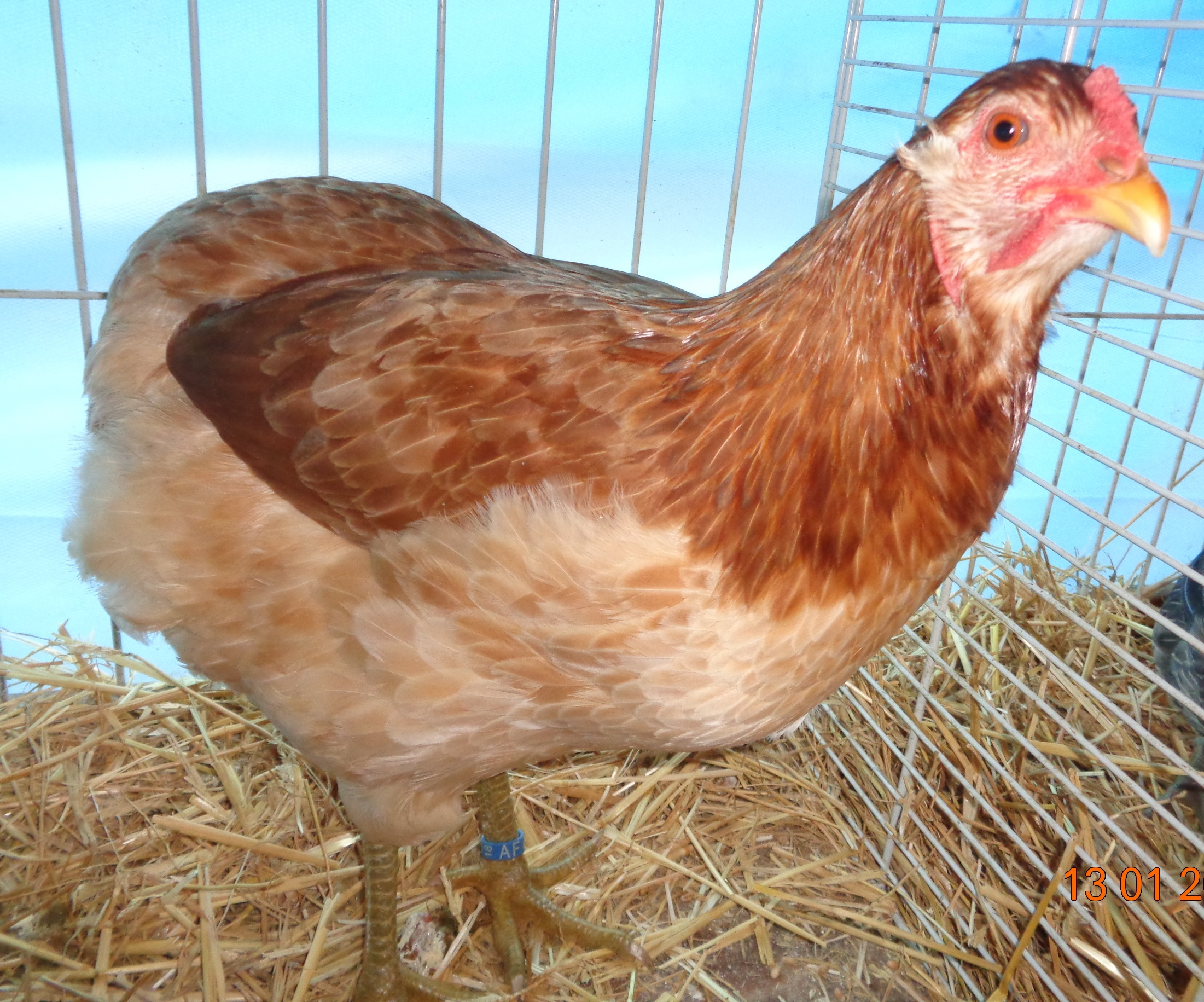
Poule Araucana froment doré grande race.

### Races issues du métissage avec l'araucana
Pour contourner les problèmes morphologiques et génétiques qui limitent la fécondité des poules araucana, de nombreuses races ont été sélectionnées à partir de l'araucana pour obtenir des œufs bleus et des poussins sans soucis.
- Ameraucana : race américaine sélectionnée dans les années 1970.
- Cream Legbar : Leghorn x Plymouth Rock barré, Cambar et Araucana. Pondeuse moyenne.
- Easter Eggers : on appelle « Easter eggers » (pondeuse d’œufs de Pâques) ou Grünleger (en allemand) tout hybride à œufs verts d'une araucana car le gène O de la couleur verte des œufs est dominant et se retrouve donc en moyenne dans au moins 50 % de la descendance d'une araucana (100 % si poule O/O).
- Maraucana : Marans x Araucana. Donne des œufs kaki ou olive car la coquille verte est recouverte de la porphyrine brune caractéristique des marans.

## Sources
- Standard officiel des volailles : Poules, oies, dindons, canards et pintades, Société centrale d'aviculture de France
- « Araucana Club de France », sur Araucana Club de France (consulté le 23 décembre 2018)